# ChuChu
『ChuChu』（ちゅちゅ）は、小学館が2000年から2009年まで発行していた日本の月刊少女漫画雑誌。

## 概要
小学館発行の中高生向け少女漫画雑誌『少女コミック→Sho-Comi』（以下：『Sho-Comi』）の性的表現が激化したことと、同社発行の小学生向け少女漫画雑誌『ちゃお』の読者を低年齢向けにシフトさせたがために生じた、両誌の内容のギャップを埋めて『ちゃお』読者を『Sho-Comi』に引き継がせる橋渡しをする雑誌として発刊された。
2000年8月に『ちゃお』の増刊として発足、2005年12月14日発売の2006年1月号で『ちゃお』から独立した雑誌として創刊されたが、2009年12月28日発売の2010年2月号をもって休刊となった。

## 特徴
以下の点で『Sho-Comi』よりは『ちゃお』の派生誌であることが色濃く出ていた。
- 連載ごとにファンページが設定されていた。
- コミックスのレーベル名が〈ちゅちゅフラワーコミックス〉ではなく〈ちゅちゅコミックス〉となっていた（発売日も〈ちゃおコミックス〉と同じ毎月1日）[注 1]。
- 独立創刊以後の作家陣は号数を増すごとに『ちゃお』からの移籍作家の割合が多くなった。また一部の作家は『ちゃおデラックス』（『ちゃお』の増刊）にも執筆し、逆に『ちゃお』の作家が本誌で執筆することもあった。

その一方で連載、読切等の用語が『Sho-Comi』などの中高生向け少女漫画雑誌にならって漢字で記してある点は『Sho-Comi』からの派生誌でもあることがうかがえた。ただし公式サイトなど一部では『ちゃお』などの小学生向け少女漫画雑誌のようにれんさい、よみきりとひらがなで表記する場合もあった。
内容は同社の『別冊少女コミック→ベツコミ』（以下：ベツコミ）を低年齢化させたような内容となっており、一時期の『Sho-Comi』でありがちだった性的表現は少なかった。
連載作品のほとんどが1年以内で終了し、また短期連載を複数シリーズで連続させる手法を用いていないため、短期連載が多い『ちゃお』以上に短期連載が多かった。最長連載回数は、「さくら前線」（おおばやしみゆき）の24回、次点は「純★愛センセーション」（おおばやしみゆき）の23回である。なお、連載期間としては前者が2006年1月号（独立創刊号）から2007年12月号の2年なのに対し、後者は発売日調整の都合や2009年7月号に「さくら前線」の読み切りを挟んだ関係で1ヶ月長く、2008年2月号から2009年12月号の2年1ヶ月である。

## 歴史
2000年8月に『ちゃお』と『Sho-Comi』の共同編集による、『ちゃお』の増刊号として創刊した。『ちゃお』で活動している作家のうち、ベテランを中心に高学年向けの漫画を得意とする作家と『Sho-Comi』で活動する作家のうち、比較的小学生からも支持を受けやすい作家を集めたもので第1号に執筆した作家陣の中には渡瀬悠宇もいた。
2000年から2002年は年1回、2003・2004年は年2回、2005年は年4回発売された。そのうち独立創刊直前の2005年秋の号については『ちゃお』の増刊ではなく『ポシェット』の増刊扱いだった。そして2005年12月14日発売の2006年1月号から独立、月刊誌として新創刊。創刊号の表紙はおおばやしみゆきが描き、20万部が発行された。
本誌は小中学生向け少女漫画雑誌と中高生向けの境に位置しているため、競合誌が『りぼん』・『マーガレット』・『別冊マーガレット』（集英社）、『なかよし』・『別冊フレンド』（講談社）、『花とゆめ』・『LaLa』（白泉社）など多岐に渡り、また小学館同士でも『ベツコミ』とコンセプトが重なり、母体誌の『ちゃお』や『Sho-Comi』とも年齢層が重複していた。それらの雑誌と比べて有力作家が少ない本誌は話題性に欠け、思惑通りに読者を獲得できず、創刊当初から売れ行き不振に悩まされてきた。
そのため、部数回復策として『ちゃお』の増刊枠の時代から掲載経験があり当時『ちゃお』作家の中では高学年の読者に人気が高かったあらいきよこ・八神千歳などを本誌に招いたり、看板作品「さくら前線」の番外編を『ちゃお』2007年3月号に、『Sho-Comi』からの移籍組の中心作家である水都あくあによる読み切りを2007年12月号に、それぞれ掲載した。そして2008年にはあらいを『ちゃお』から本誌に移籍させて同年4月号から連載をスタートさせ、『ちゃお』からの読者移行を図ろうとした。宣伝面でも『ちゃお』と強力な連携を取り、『ちゃお』に掲載されている宣伝には「『ChuChu』は『ちゃお』のお姉さん雑誌です」や「『ちゃお』を卒業したら『ChuChu』をお読みください」といった主旨の文章を載せていた。また、作家陣の構成も、『ちゃお』からの移籍組が半分以上を占めるまでになっていった。
その一方で『Sho-Comi』の派生誌である『ベツコミ』や『Cheese!』の広告を本誌に載せたりすることによって、『Sho-Comi』とのつながりがあることもアピールしていた。
ただ、『Sho-Comi』本誌には広告を全く掲載しなくなった。また、『ちゃお』との連携強化も実らず、2008年末時点の発行部数は9万9千部と創刊当初の半分以下に下落していた。
2008年12月13日に発売された2009年1月号については2月号との合併号となり、1号分が間引かれた。その後「3月増刊」が2009年1月24日に、4月号が3月号との合併号という形で同年3月3日にそれぞれ発売された。なお『ちゃお』2009年1月号の予告では4月号の発売予定日の変更こそプレゼントクイズの当選者発表のスケジュールで小さく発表されてはいたが、1月号が2月号との合併号になることに関しては予告されてはいなかった。
2009年3・4月合併号では発売日を毎月15日から毎月3日に変更し、タイトルロゴも変更。『ちゃお』増刊時代に1度、そして『ちゃお』からの独立創刊時にタイトルロゴを変えていたため今回が3回目の変更となった。また、キャッチコピーを「ハツ・ラブ応援マガジン」から「可能性∞!新・王道少女まんが誌」に変更、付録も原則廃止となり、赤石路代といったベテランの招致やショート漫画総入れ替えなどの大掛かりなリニューアルを実施した。しかし、それも効果はなく、日本雑誌協会が発表したデータによると、（リニューアル前の）2008年7月から9月までの3ヶ月間の発行部数が約9万3千部だったのに対し、リニューアル後の2009年4月から6月までのそれは約7万6千部にまで下落した。
2009年10月26日に、2009年12月28日発売の2010年2月号限りでの休刊を決定した。理由としては「読者ニーズの変化が大きく、少女コミック誌全体の再編成を図る中長期的視野に立って判断した」の事で休刊に踏み切ったとしている。そして、該当号をもって、増刊枠から数えて10年近くの歴史に幕を閉じた。最終号の表紙は、該当号に掲載された全ての連載作品の主人公が飾り、裏表紙は、雑誌時代の約4年間の全ての表紙で埋められた。
この休刊に伴い小学館は、ChuChu公式サイトと最終号にて執筆陣の移籍先を公表、さらに一部の作家に関しては、公式サイト内の本人の情報ページの中で、移籍先での作品掲載のスケジュールも掲載された。なお休刊による移籍、打ち切り等は原則としてなく 、連載中だった作品は全て完結・終了させた。

## 連載作品
本一覧はソート可能な表を使用しており、昇順ソート後に以下の目次を使用することにで作品検索が行える。目次は昇順ソート時にソート対象に対してのみ有効に機能する。デフォルトでは発表順となっているため年順目次が開始号列に対してのみ有効であり、同じ年順であっても終了号列には正しく機能せず、また五十音順目次も正しく機能しない。他の目次を利用するに際には、事前に対応する列での昇順ソートをする必要がある。ソート状態をリセットには最左列でのソートを利用する。なお、見出し行最左列の▲をクリックすると、作品検索用目次に戻ることができる。
| 種類         | 目次リンク                            | 使用前に ソートする列  | ソート結果                                             |
| ------------ | ------------------------------------- | ---------------------- | ------------------------------------------------------ |
| 年順目次     | 2006・2007・2008 2009・2010           | 開始号列（デフォルト） | 連載開始順に並べ替え。ただし「2010」は無効。           |
| 年順目次     | 2006・2007・2008 2009・2010           | 終了号列               | 連載終了順に並べ替え。                                 |
| 五十音順目次 | あ・か・さ・た・な は・ま・や・ら・わ | タイトル列             | 作品タイトルの五十音順に並べ替え。                     |
| 五十音順目次 | あ・か・さ・た・な は・ま・や・ら・わ | 作者列                 | 作者の五十音順に並べ替え。ただし「ら」と「わ」は無効。 |

- 最左列の通し番号は便宜的な物であり、意味を持たない。
- 開始号・終了号では年数と号数を「.」で区切り、合併号については「/」を使って示す。
  - 2006年1月号 → 2006.01
  - 2009年1・2月合併号 → 2009.01/02
  - 「2009.03増刊」は2009年1・2月合併号と3・4月合併号の間に発行された2009年3月増刊号を示す。同号は増刊として発行されているが、当時の全ての連載が継続して掲載されていることから本誌と同等に扱っている。
- ※列は連載作品として何号に掲載されたかを示す。このため2話掲載等も「1号」として数えている。また番外編は含めていない。

|    | タイトル                          | 作者             | 開始号       | 終了号      | ※  | 備考                    |
| -- | --------------------------------- | ---------------- | ------------ | ----------- | -- | ----------------------- |
| ▲  | Ｚ                                | 2006年           | （平成18年） | 2006.00     | Ｚ |                         |
| 01 | さくら前線                        | おおばやしみゆき | 2006.01      | 2007.12     | 24 |                         |
| 02 | チェリー♥らぶ                     | しがの夷織       | 2006.01      | 2006.03     | 03 |                         |
| 03 | ALMIGHTY×10                       | 水都あくあ       | 2006.01      | 2007.10     | 22 |                         |
| 04 | ひとつのしぐさも                  | 藤田にみ         | 2006.01      | 2006.03     | 03 |                         |
| 05 | アニコン                          | やぶうち優       | 2006.01      | 2006.10     | 10 |                         |
| 06 | 聖ワルキューレ同盟                | 紗羅まひろ       | 2006.01      | 2006.01     | 01 | 1回のみの掲載で連載中止 |
| 07 | HEAVEN'S WILL                     | 高宮智           | 2006.01      | 2006.04     | 04 |                         |
| 08 | イタコちゃん                      | 笹木竹丸         | 2006.01      | 2007.01     | 13 |                         |
| 09 | なっとくポンチ                    | 浦本直見         | 2006.01      | 2006.09     | 09 |                         |
| 10 | 時なずみ、二人なずむ。            | 中村紗弓         | 2006.02      | 2006.05     | 04 |                         |
| 11 | 君のオーダー★メイド               | 陣名まい         | 2006.03      | 2006.05     | 03 |                         |
| 12 | NG BOY×パラダイス                 | 宮脇ゆきの       | 2006.04      | 2007.05     | 14 |                         |
| 13 | まきもどしの恋の詩                | 七島佳那         | 2006.04      | 2006.07     | 04 |                         |
| 14 | ロイヤルグリーン                  | 杉山美和子       | 2006.04      | 2006.06     | 03 |                         |
| 15 | チョコとミントと                  | 藤田にみ         | 2006.05      | 2006.07     | 03 |                         |
| 16 | オトメのハートも金しだい          | 宇佐美多恵       | 2006.06      | 2006.08     | 03 |                         |
| 17 | 行ったもん勝ちっ!!                | 陣名まい         | 2006.06      | 2008.03     | 22 |                         |
| 18 | わたしの+おくすり                 | 高宮智           | 2006.07      | 2006.11     | 05 |                         |
| 19 | 3つ星ラブデイズ                   | 杉山美和子       | 2006.08      | 2006.10     | 03 |                         |
| 20 | 世界一みじかいうたを君に          | 中村紗弓         | 2006.08      | 2006.12     | 05 |                         |
| 21 | 好きって言わなきゃグレちゃうぞ☆   | 陣名まい         | 2006.09      | 2006.11     | 03 |                         |
| 22 | 恋は、ひとつ屋根の下で…           | 宇佐美多恵       | 2006.10      | 2006.12     | 03 |                         |
| 23 | おまえは絶対オレのもの            | 藤田にみ         | 2006.11      | 2007.01     | 03 |                         |
| 24 | クレイジーLOVEゲーム              | 七島佳那         | 2006.12      | 2007.02     | 03 |                         |
| 25 | ひとひらの恋が降る                | やぶうち優       | 2006.12      | 2008.02     | 15 |                         |
| ▲  | Ｚ                                | 2007年           | （平成19年） | 2007.00     | Ｚ |                         |
| 26 | くすりゆびひめ                    | 高宮智           | 2007.01      | 2007.05     | 05 |                         |
| 27 | アイノコトバ                      | 杉山美和子       | 2007.01      | 2007.03     | 03 |                         |
| 28 | PM5:00 〜恋墜ちる時〜             | 中村紗弓         | 2007.02      | 2007.06     | 05 |                         |
| 29 | ドキドキ☆ズキンズ                 | 笹木竹丸         | 2007.02      | 2008.03     | 14 |                         |
| 30 | コイパズル                        | 茶月みきこ       | 2007.03      | 2007.05     | 03 |                         |
| 31 | ガリメガ!                         | 陣名まい         | 2007.04      | 2007.07     | 04 |                         |
| 32 | 六花ちゃんの恋                    | 藤田にみ         | 2007.05      | 2007.08     | 04 |                         |
| 33 | キミの好きなうた                  | 溝口涼子         | 2007.05      | 2007.01     | 09 |                         |
| 34 | Kick!                             | 七島佳那         | 2007.06      | 2007.08     | 03 |                         |
| 35 | フルムーンジョーカー              | 高宮智           | 2007.07      | 2007.11     | 05 |                         |
| 36 | うそつきなジェミニ                | 宮脇ゆきの       | 2007.08      | 2008.07     | 12 |                         |
| 37 | なぜなにHoney?                    | 茶月みきこ       | 2007.08      | 2007.10     | 03 |                         |
| 38 | 星栞                              | 中村紗弓         | 2007.09      | 2008.01     | 05 |                         |
| 39 | 恋してナンボ!                     | 杉山美和子       | 2007.09      | 2007.11     | 03 |                         |
| 40 | 六花ちゃんの恋おかわり!           | 藤田にみ         | 2007.10      | 2008.01     | 04 |                         |
| 41 | 乙女道                            | 陣名まい         | 2007.11      | 2008.02     | 04 |                         |
| 42 | アンタなんてお断り!               | 杉山美和子       | 2007.12      | 2008.03     | 04 |                         |
| 43 | ココロスクランブル                | 七島佳那         | 2007.12      | 2008.03     | 04 |                         |
| ▲  | Ｚ                                | 2008年           | （平成20年） | 2008.00     | Ｚ |                         |
| 44 | M☆G☆ダーリン                      | 水都あくあ       | 2008.01      | 2009.03増刊 | 14 |                         |
| 45 | 純★愛センセーション               | おおばやしみゆき | 2008.02      | 2010.02     | 23 |                         |
| 46 | きらきらひかれ                    | 中嶋ゆか         | 2008.02      | 2008.04     | 03 |                         |
| 47 | ソラオト                          | 高宮智           | 2008.03      | 2008.09     | 07 |                         |
| 48 | 1/6じゃーんぷっ!                  | 茶月みきこ       | 2008.03      | 2008.05     | 03 |                         |
| 49 | ヨモギもちヤケた?                 | あらいきよこ     | 2008.04      | 2009.12     | 20 |                         |
| 50 | ふわプリ★コロン                   | 遠野なつ         | 2008.04      | 2009.03増刊 | 11 |                         |
| 51 | 100円ショップ ワンダフル生活      | 京町妃紗         | 2008.04      | 2009.03増刊 | 11 |                         |
| 52 | まんが家というおシゴト            | 真己京子         | 2008.04      | 2009.03増刊 | 11 |                         |
| 53 | まっしろま。                      | 笹木竹丸         | 2008.04      | 2009.03増刊 | 11 |                         |
| 54 | 初恋指南                          | やぶうち優       | 2008.05      | 2010.02     | 21 |                         |
| 55 | 親指の秘めごと                    | かわはらなつみ   | 2008.05      | 2008.07     | 03 |                         |
| 56 | 秘密で♥スキャンダル               | しがの夷織       | 2008.06      | 2008.08     | 03 |                         |
| 57 | ラブ♥デコ                         | 陣名まい         | 2008.06      | 2008.09     | 04 |                         |
| 58 | ラブ・サバイバル                  | 杉山美和子       | 2008.07      | 2008.11     | 05 |                         |
| 59 | 恋じゃないのダ!                   | 七島佳那         | 2008.08      | 2009.03増刊 | 07 |                         |
| 60 | ジョシコイ!                       | 真己京子         | 2008.08      | 2008.10     | 03 |                         |
| 61 | デビ彼                            | しがの夷織       | 2008.09      | 2009.01/02  | 05 |                         |
| 62 | ふたり恋ふわり。〜青春の1ページ〜 | 茶月みきこ       | 2008.10      | 2008.12     | 03 |                         |
| 63 | わらってヒミコさん                | 中嶋ゆか         | 2008.11      | 2010.02     | 15 |                         |
| 64 | ともだちスイッチ 〜14歳のキズナ〜 | 溝口涼子         | 2008.12      | 2009.03増刊 | 03 |                         |
| ▲  | Ｚ                                | 2009年           | （平成21年） | 2009.00     | Ｚ |                         |
| 65 | オレら降臨! 愛とか恋とか世界とか  | 杉山美和子       | 2009.01/02   | 2010.02     | 13 |                         |
| 66 | 7センチ!                          | 七島佳那         | 2009.03/04   | 2010.02     | 11 |                         |
| 67 | 包帯少女哀話 〜黒蝶の呪い〜       | こはく那音       | 2009.03/04   | 2010.02     | 11 |                         |
| 68 | ファイヤー オン アイス            | 赤石路代         | 2009.03/04   | 2009.08     | 05 |                         |
| 69 | イヌイさんッ!                     | 月鈴茶子         | 2009.03/04   | 2010.02     | 10 | 『ちゃお』と並行連載    |
| 70 | ニョッキン                        | 笹木竹丸         | 2009.03/04   | 2010.02     | 10 |                         |
| 71 | 大人のア・ソ・ビ♡                 | 桜井美也         | 2009.03/04   | 2010.02     | 10 |                         |
| 72 | チャムぐるみん♥                   | 遠野なつ         | 2009.03/04   | 2010.02     | 10 |                         |
| 73 | ultramixこれくしょん              | 水都あくあ       | 2009.05      | 2010.02     | 10 |                         |
| 74 | 王子様の言うとおりっ♥             | しがの夷織       | 2009.05      | 2010.02     | 10 |                         |
| 75 | 今宵音降る空の下                  | 高宮智           | 2009.06      | 2009.09     | 04 |                         |
| 76 | タロット×ハント                   | 茶月みきこ       | 2009.09      | 2010.01     | 05 |                         |
| 77 | わたくし、おブスはじめました。    | 真己京子         | 2009.09      | 2009.11     | 03 |                         |
| 78 | ラブラッドタイプ                  | あまね未琴       | 2009.09      | 2009.12     | 04 |                         |
| 79 | あい♥キス 〜アイドルKiss〜        | 車谷晴子         | 2009.10      | 2010.01     | 04 |                         |
| 80 | カラフル★ステージ                 | 春瀬いづき       | 2009.10      | 2010.02     | 05 |                         |
| 81 | だって、君が笑うから。            | 京町妃紗         | 2009.11      | 2010.01     | 03 |                         |
| 82 | 祓いますけど何か?                 | 高宮智           | 2009.12      | 2010.02     | 03 |                         |
| ▲  | ※一覧データはここまで             | Ａ               | Ａ           | Ａ          | Ａ |                         |
| ▲  | Ｚ                                | 2010年           | （平成22年） | 2010.00     | Ｚ |                         |
| ▲  | あ                                | あ               | 行           | Ｚ          | Ｚ |                         |
| ▲  | か                                | か               | 行           | Ｚ          | Ｚ |                         |
| ▲  | さ                                | さ               | 行           | Ｚ          | Ｚ |                         |
| ▲  | た                                | た               | 行           | Ｚ          | Ｚ |                         |
| ▲  | な                                | な               | 行           | Ｚ          | Ｚ |                         |
| ▲  | は                                | は               | 行           | Ｚ          | Ｚ |                         |
| ▲  | ま                                | ま               | 行           | Ｚ          | Ｚ |                         |
| ▲  | や                                | や               | 行           | Ｚ          | Ｚ |                         |
| ▲  | ら                                | ら               | 行           | Ｚ          | Ｚ |                         |
| ▲  | わ                                | わ               | 行           | Ｚ          | Ｚ |                         |

## ちゅちゅコミックス
ちゅちゅコミックスは『ChuChu』に掲載された作品を主に収録した漫画単行本レーベル。2006年7月31日創刊。カバー等に「ちゅちゅフラワーコミックス」と表記されている箇所もあるが、フラワーコミックスからは独立したシリーズである。
カバー等のデザインは「ちゃおコミックス」と似ており、判型は新書判。マークは黄緑地に白クローバー、その上にオレンジの筆記体（ちゅちゅの3代目ロゴ）で『ChuChu』と描かれたものであり新しいシリーズならではの可愛らしいデザインが特徴であった。
ただし、『ChuChu』に掲載された作品であっても、このレーベルで発売されなかったものも存在する。しがの夷織の『王子様の言うとおりっ』や車谷晴子の『あい♥キス 〜アイドルKiss〜』はSho-Comiフラワーコミックスから、赤石路代の『ファイヤー オン アイス』はフラワーコミックスアルファから、それぞれ刊行された。
2010年6月発売分を持って新刊のリリースは停止された。2012年9月からはちゅちゅコミックスとして発売された単行本を重版発行する際に、表紙や記事の一部を改稿してリニューアルされた新装版が、現在『ちゃお』に所属している作家（やぶうち優・八神千歳など）は「ちゃおコミックス」レーベルで、『ちゃお』以外の雑誌に所属している作家（杉山美和子など）は「フラワーコミックス」レーベルで発売されている。

### 創刊時の発売作品
ちゅちゅコミックス創刊時（2006年7月31日、8月期刊行分）には、以下の4作品が発売された。
- アニコン（1）（やぶうち優）
- さくら前線（1）（おおばやしみゆき）
- ALMIGHTY×10（1）（水都あくあ）
- 時なずみ、二人なずむ。（中村紗弓）

## メディアミックスについて
本誌からのメディアミックスについては「ALMIGHTY×10」をドラマCD化したり、2008年5月号から6月号にかけてモデルの岡本玲を題材にとったタイアップ（セミドキュメンタリー）漫画を掲載したり、「さくら前線」が本誌公式サイトでネット小説化（後に書籍化）した実績がある。
しかし、テレビアニメ化・テレビドラマ化・テレビゲーム化作品は存在しない。そういった点では母体誌の『ちゃお』がタイアップやメディアミックスを積極的に行っていることや、もうひとつの母体誌の『Sho-Comi』が『快感♥フレーズ』『妖しのセレス』アニメ終了後も『あずみ』が映画化された際に主演の上戸彩を題材にとったタイアップ（セミドキュメンタリー）漫画を掲載したり、青木琴美による2作品のメディアミックスを行ったり連載作のCDドラマ化やテレビゲーム化を積極的に行っている事とは対照的だった。

## イベント

### ちゃお&ChuChuサマーフェスティバル
本誌が『ちゃお』から独立創刊してからは、毎年夏休み期間中の7月下旬から8月下旬に、本誌と『ちゃお』編集部が共同で読者の女の子を対象に本イベントを開催していた。具体的には連載作家のサイン会（抽選制）、ステージイベント、オリジナルグッズやサイン入りコミックスの販売などが催されていた。本誌が創刊する前は『少女コミック』（当時）と共同開催していた。
このイベントはあくまで小・中学生の女の子向け漫画雑誌のイベントのため無料のアトラクションやイベントに関しては成人女性と男性は参加できない事が多く、幼児すら参加できないこともあった。ステージイベントに関しても子供以外は保護者のみ入場ができる場合が多かった（外から閲覧するのは可）。また、下敷きやうちわなど無料で配布されるグッズは基本的には高校生以下の女の子にしか配られなかった。サイン会についてもやぶうち優など男性読者に人気が高い漫画家が参加していても、本イベント内で開催されるものについては他の漫画家と同様、女の子しか参加できなかった。
なおイベント全体に参加制限があるわけではなく女の子の保護者などの関係がなくても入場自体は可能で、オリジナルグッズやサイン入りコミックスなど有料グッズの購入はできた。
ちなみに毎年1 - 2月と6 - 7月頃に小学館グループ全体のイベントとして開催されている「次世代ワールドホビーフェア」には関しては、『ChuChu』に関する出展はなかった。

## その他
本誌と同様に主力少女漫画雑誌の上の年齢層を狙ったコンセプトの雑誌として、『りぼん』から派生し定期月刊誌としては2000年5月に創刊した『Cookie』（集英社）があるが、該当誌は2012年9月号以降は隔月刊誌に転換している。過去に同様の雑誌としては、『なかよし』から派生し1997年1月から1999年頃まで存在した『Amie』や2005年に1号だけリリースされた『Chu♥Girl』（いずれも講談社）もあった。詳細はそれぞれの項目を参照。

## 発行部数
- 2005年9月1日 - 2006年8月31日、128,112部[6]
- 2006年9月1日 - 2007年8月31日、107,500部[6]
- 2007年10月1日 - 2008年9月30日、99,000部[6]